# Patrik Berger
Patrik Berger (* 10. November 1973 in Prag) ist ein ehemaliger tschechischer Fußballspieler.

## Karriere

### Verein
Berger spielte zunächst von 1991 bis 1995 beim SK Slavia Prag, für den er in 89 Spielen 24 Tore erzielte. Er wurde 1995 als technisches Ausnahmetalent im Mittelfeld von Borussia Dortmund verpflichtet. In der Saison 1995/1996 absolvierte Berger 27 Spiele für Dortmund und wurde unter Trainer Ottmar Hitzfeld Deutscher Meister.
Der Tscheche wechselte aber schon in der nächsten Saison nach England zum FC Liverpool. Dort entwickelte er sich nach der erfolgreichen Fußball-Europameisterschaft 1996 zu einem herausragenden Mittelfeldregisseur. Allerdings litt Berger häufig unter Verletzungen. 2003 wechselte er zum FC Portsmouth, 2005 zu Aston Villa. Dort wurde er im November 2006 aussortiert, nachdem er sich geweigert haben soll, für die Reservemannschaft zu spielen. Auf Leihbasis wechselte Berger zum Zweitligisten Stoke City. 
Nach seinen guten Leistungen in der Zweiten Liga spielte Berger im Frühjahr 2007 erstmals wieder für Aston Villa und erzielte am 7. April im Spiel gegen die Blackburn Rovers sein erstes Tor seit zwei Jahren. Auch im vorletzten Spiel der Saison gegen Sheffield United trug er sich in die Torschützenliste ein, schaffte es in seinen drei Jahren in Birmingham jedoch nicht, sich einen Stammplatz zu erkämpfen.
Zur Saison 2008/09 wechselte Berger zu Sparta Prag. Beim tschechischen Rekordmeister unterschrieb der Mittelfeldspieler einen Zweijahresvertrag. Anfang 2010 beendete Berger wegen anhaltender Probleme mit dem Knie seine aktive Laufbahn.

### Nationalmannschaft
Patrik Berger absolvierte sein erstes Länderspiel für die A-Nationalmannschaft der Tschechoslowakei am 23. März 1993 unter Milan Máčala in der Qualifikation zur Fußball-Weltmeisterschaft 1994. Beim 1:1 in Limassol gegen Zypern wurde er in der 76. Minute für Jan Suchopárek eingewechselt. 
Sein zweites Länderspiel, am 16. Juni 1993, machte er ebenfalls in der Qualifikation zur Fußball-Weltmeisterschaft 1994. Die Partie in Toftir gegen die Färöer gewann man mit 6:0. Die Qualifikation für das Turnier wurde allerdings verpasst. Es war auch sein letztes Länderspiel für die Tschechoslowakei, da die Nationalmannschaft 1993 aufgrund der Teilung der Tschechoslowakei in Tschechien und die Slowakei 1993 aufgelöst wurde.
Sein erstes Länderspiel für die A-Nationalmannschaft Tschechiens bestritt Berger am 17. August 1994 unter Dušan Uhrin bei einem Freundschaftsspiel. Beim 2:2 in Bordeaux gegen Frankreich wurde er in der 66. Minute für Radek Latal eingewechselt. Auch in der erfolgreichen Qualifikation zur Fußball-Europameisterschaft 1996 kam er zum Einsatz.
1996 wurde Berger von Uhrin für die EM nominiert und kam in der Gruppenphase zum Einsatz. Tschechien erreichte das Finale gegen Deutschland, in dem Patrik Berger per Elfmeter in der 59. Minute das 1:0 erzielte. Das Finale verlor man letztendlich mit 1:2 nach Golden Goal.
Auch in der Qualifikation zur Fußball-Weltmeisterschaft 1998 kam Berger zum Einsatz. Allerdings qualifizierte sich Tschechien nicht für das Turnier. Bei der erfolgreichen Qualifikation zur Fußball-Europameisterschaft 2000 war er ebenfalls dabei. Berger stand auch im von Jozef Chovanec nominierten tschechischen Kader beim Turnier und kam zu einem Einsatz.
Auch bei der Qualifikation zur Fußball-Weltmeisterschaft 2002 war er wieder mit von der Partie. Jedoch kam er nur zu zwei Einsätzen. Seine letzte Partie machte er am 15. August 2001 beim 5:0 in Drnovice gegen Südkorea.
Patrik Berger kam auf zwei Einsätze für die Tschechoslowakei sowie auf 42 Einsätze für Tschechien (18 Treffer).

## Persönliches
Patrik Bergers Onkel ist der tschechische Fußballspieler und -trainer Jan Berger. Berger ist verheiratet und hat zwei Kinder.

## Erfolge
- Deutscher Supercupsieger: 1995
- Vize-Europameister: 1996
- Deutscher Meister: 1995/96
- Englischer Ligapokalsieger: 2000/01
- FA-Cup-Sieger: 2000/01
- UEFA-Pokalsieger: 2000/01
- Europäischer Supercupsieger: 2001